# El más fabuloso golpe del Far-West
El más fabuloso golpe del Far-West és una pel·lícula de Spaghetti Western de coproducció hispano-franco-italiana escrita i dirigida per José Antonio de la Loma i protagonitzada per Mark Edwards, Carmen Sevilla i Charly Bravo.

## Sinopsi
Un grup de set proscrits planeja atacar el Sun Valley Bank. La idea bàsica és fer explotar el passadís del banc fent servir una rasa a sota per arribar a la caixa forta. Per practicar i distreure, fan explotar diversos edificis de la ciutat. L’acció acuradament planificada, dirigida per Michigan i Reyes, amb tasques estrictament distribuïdes per a cadascun dels membres de la colla, va com un rellotge. L’atac té èxit, encara que amb una gran quantitat de vessament de sang, i tothom fuig a les muntanyes nevades properes. Allà, però, comencen a desenvolupar-se tensions; aviat un dels lladres intenta escapar amb el botí. En el tiroteig resultant, el cavall ple de diners passa i troba el camí de tornada a la ciutat. Reyes el persegueix i, en arribar a Sun Valley, és aclamat com un heroi que suposadament torna els diners robats.

## Cast
- Mark Edwards - Michigan
- Carmen Sevilla - Marion
- Charly Bravo - Poldo
- Patty Shepard - Lupe
- Piero Lulli - Jeremias
- Barbara Carroll - Sophia
- Frank Braña - Jess
- Yvan Verella - Budd
- Jaume Picas
- Poldo Bendandi
- Osvaldo Genazzani
- Mercedes Linter
- Fernando Bilbao
- J. Lintermans
- Juanito Santiago
- Fernando Sancho - Reyes
- Miquel Bordoy

## Crítica
La pel·lícula va obtenir ressenyes mitjanes; la primera part, que es reserva per a la minuciosa representació del robatori a un banc, segueix les lleis de la pel·lícula de Caper i es considera "una mica exagerada en aquests anys" (vista massa sovint en el moment de la creació); la segona part es descriu com més atmosfèrica, tot i que es diagnostiquen forats en la lògica del guió i poca acció.

## Premis
Fernando Sancho va rebre el premi al millor actor principal als Premis del Sindicat Nacional de l'Espectacle de 1971.